# Rodrigue Beaubois
Rodrigue "Roddy" Beaubois (nascut el 24 de febrer de 1988 a Pointe-à-Pitre, Guadalupe) és un jugador de bàsquet professional francès que pertany a la plantilla de l'Anadolu Efes SK. Amb 1,88 metres d'altura, juga en la posició de base.